# Kike Sola
Enrique Sola Clemente, detto Kike (Pamplona, 25 febbraio 1986), è un ex calciatore spagnolo, di ruolo attaccante.

## Carriera

### Club

#### Athletic Bilbao
Il 3 luglio 2013 l'Athletic Bilbao comunica di aver ingaggiato dall'Osasuna il giocatore, che ha firmato un contratto quinquennale. Sul suo nuovo contratto, inoltre, è stata messa una clausola di 30 milioni di euro.

#### Middlesbrough
Il 15 gennaio 2016 è stato ingaggiato dal Middlesbrough.

## Palmarès

### Club

#### Competizioni nazionali
- Supercoppa di Spagna: 1

Athletic Bilbao:  2015